# Nhà Trắng thất thủ
Nhà Trắng thất thủ (tựa gốc: Olympus Has Fallen) là một phim hành động giật gân của Mỹ ra mắt năm 2013. Bộ phim do Antoine Fuqua đạo diễn và kịch bản chắp bút bởi Creighton Rothenberger & Katrin Benedikt, phim có sự tham gia của Gerard Butler, Aaron Eckhart và Morgan Freeman, với Angela Bassett, Robert Forster, Cole Hauser, Ashley Judd, Melissa Leo, Dylan McDermott, Radha Mitchell và Rick Yune đảm nhận các vai phụ.

## Nội dung
Đặc vụ Mật vụ Mike Banning là một thành viên trong đội bảo vệ tổng thống Mỹ, anh có mối quan hệ thân thiết với Tổng thống Benjamin Asher, Đệ Nhất Phu nhân Margaret và con trai của họ là Connor. Vào một đêm mùa đông, xe của gia đình tổng thống vừa rời khỏi Trại David thì gặp tai nạn. Banning đã kéo Asher ra khỏi xe nhưng không thể cứu Margaret khi cô bị rơi xuống dòng sông đóng băng bên dưới và chết.
Mười tám tháng sau, Banning làm việc bên Bộ Ngân khố, không còn trong đội đặc vụ bảo vệ tổng thống. Tại Nhà Trắng, Asher đang thảo luận với thủ tướng Hàn Quốc thì một tổ chức khủng bố của Triều Tiên tấn công vào Washington, D.C.. Bọn khủng bố sử dụng 1 chiếc máy bay Lockheed AC-130 mà chúng cướp được bắn phá từ trên không, phải vất vả lắm Không lực Mỹ mới hạ được nó, sau đó rất nhiều tên khủng bố tràn vào xâm chiếm Nhà Trắng, giết hết lực lượng phòng thủ nơi đây. Banning cũng tham gia cuộc giao chiến và rút lui vào bên trong Nhà Trắng. Kẻ cầm đầu bọn khủng bố là Kang Yeonsak, hắn được giúp đỡ bởi Đặc vụ Dave Forbes - người từ lâu đã có âm mưu chống lại Asher, chúng giữ Asher và một số quan chức cao cấp làm con tin. Banning lấy điện thoại vệ tinh của tổng thống để liên lạc với Chủ tịch Hạ viện Allan Trumbull ở Lầu Năm Góc.
Kang bắt buộc Trumbull ra lệnh cho Quân đội Mỹ rút khỏi bán đảo Triều Tiên. Hắn có ý định kích hoạt kho vũ khí hạt nhân trên toàn nước Mỹ để biến nước này thành vùng đất hoang tàn nhằm trả thù cho cái chết của mẹ hắn. Để làm điều này, Kang cần có ba đoạn mật mã của Asher, Bộ trưởng Bộ Quốc phòng Ruth McMillan và Đô đốc Joseph Hoenig. Asher ra lệnh cho McMillan và Hoenig khai ra mật mã để giữ mạng sống của họ, còn riêng anh sẽ không khai.
Điều Banning cần phải làm là cứu Connor vì Kang đang muốn sử dụng cậu bé để buộc Asher khai ra mã phóng. Banning tìm thấy Connor và giao cậu bé cho quân đội bên ngoài tòa nhà. Anh tiêu diệt vài tên khủng bố, trong đó có Forbes. Đại tướng Edward Clegg thuyết phục Trumbull cho lực lượng đặc nhiệm SEAL đột kích vào Nhà Trắng. Sau đó bọn khủng bố sử dụng hệ thống phòng không Hydra 6 chống trả quyết liệt, gây ra thương vong cho đội trực thăng của lực lượng SEAL.
Kang định hành quyết McMillan ngay trước mặt giới truyền thông nhưng Banning đã cứu bà ta. Banning giết thêm nhiều tên khủng bố nữa khiến bọn còn lại phải rút về căn phòng an toàn. Sau đó Kang làm giả cái chết của hắn và Asher trong vụ nổ máy bay trực thăng. Tuy nhiên, Banning đã nhận ra thủ đoạn đánh lừa này. Đã có hai mật mã, Kang vẫn lấy được mật mã của Asher bằng cách sử dụng brute force và kích hoạt vũ khí hạt nhân. Khi Kang và bọn khủng bố còn lại định tẩu thoát, Banning đã phục kích và giết tất cả chúng. Với sự giúp đỡ của Trumbull và cấp dưới của ông ta, Banning đã hủy lệnh kích hoạt thành công. Banning đưa Asher ra khỏi Nhà Trắng để chữa trị y tế. Vài ngày sau, Asher có bài phát biểu về vụ khủng bố, Banning cũng được trở lại đội đặc vụ bảo vệ tổng thống.